# Tallava
Tallava es un género de la música albanesa··, a menudo referido como el pop-folk, con una mezcla de música albanesa y también influencias primarias del griego (Skiladiko), Búlgaro (Chalga), Turco (Arabesque), árabe (la música pop árabe), y el serbio (Turbo-folk) música.

## Cantantes de estilo Tallava Popular de Albania
- Flori Mumajesi
- Adrian Gaxha
- Samanta Karavello
- Çiljeta
- Adelina Ismajli
- Teuta Selimi
- Bajram Gigolli
- Shaip Alija
- Labinot Tahiri
- Mehedin Pergjegjaj
- Muharrem Ahmeti
- Mentor Kurtishi
- Bajram Gigolli